# Kōji Nakata
Kōji Nakata (中田 浩二?, Nakata Kōji; Ōtsu, 9 luglio 1979) è un ex calciatore giapponese, di ruolo difensore o centrocampista.

## Caratteristiche tecniche
Poteva giocare come terzino sinistro o come centrocampista.

## Carriera

### Nazionale
Il 7 agosto 2004, durante la finale di Coppa d'Asia giocata contro la Cina, su un'azione di calcio d'angolo Nakata intercettò il traversone colpendo nettamente il pallone con la mano destra indirizzandolo in porta, portando il Giappone in vantaggio per 2-1 sulla Cina.
Si tratta di una rete storica segnata di mano, così come la "Mano de Dios" di Diego Armando Maradona (Kami no te in giapponese). Nonostante le proteste dei cinesi il gol fu convalidato.

## Statistiche

### Cronologia presenze e reti in nazionale
| Cronologia completa delle presenze e delle reti in nazionale ― Giappone olimpica | Cronologia completa delle presenze e delle reti in nazionale ― Giappone olimpica | Cronologia completa delle presenze e delle reti in nazionale ― Giappone olimpica | Cronologia completa delle presenze e delle reti in nazionale ― Giappone olimpica | Cronologia completa delle presenze e delle reti in nazionale ― Giappone olimpica | Cronologia completa delle presenze e delle reti in nazionale ― Giappone olimpica | Cronologia completa delle presenze e delle reti in nazionale ― Giappone olimpica | Cronologia completa delle presenze e delle reti in nazionale ― Giappone olimpica |
| Data                                                                             | Città                                                                            | In casa                                                                          | Risultato                                                                        | Ospiti                                                                           | Competizione                                                                     | Reti                                                                             | Note                                                                             |
| -------------------------------------------------------------------------------- | -------------------------------------------------------------------------------- | -------------------------------------------------------------------------------- | -------------------------------------------------------------------------------- | -------------------------------------------------------------------------------- | -------------------------------------------------------------------------------- | -------------------------------------------------------------------------------- | -------------------------------------------------------------------------------- |
| 14-9-2000                                                                        | Canberra                                                                         | Sudafrica olimpica                                                               | 1 – 2                                                                            | Giappone olimpica                                                                | Olimpiadi 2000 - 1º turno                                                        | -                                                                                |                                                                                  |
| 17-9-2000                                                                        | Canberra                                                                         | Slovacchia olimpica                                                              | 1 – 2                                                                            | Giappone olimpica                                                                | Olimpiadi 2000 - 1º turno                                                        | -                                                                                |                                                                                  |
| 20-9-2000                                                                        | Brisbane                                                                         | Brasile olimpica                                                                 | 1 – 0                                                                            | Giappone olimpica                                                                | Olimpiadi 2000 - 1º turno                                                        | -                                                                                | 71’                                                                              |
| Totale                                                                           |                                                                                  | Presenze                                                                         | 3                                                                                |                                                                                  | Reti                                                                             | 0                                                                                |                                                                                  |

## Palmarès

### Club

#### Competizioni nazionali
- Campionato giapponese: 5

Kashima Antlers: 1998, 2000, 2001, 2008, 2009
- Supercoppa del Giappone: 3

Kashima Antlers: 1999, 2009, 2010
- Coppa dell'Imperatore: 2

Kashima Antlers: 2000, 2010
- Coppa Yamazaki Nabisco: 3

Kashima Antlers: 2000, 2002, 2011
- Campionato svizzero: 1

Basilea: 2007-2008

#### Competizioni internazionali
- Coppa Intertoto UEFA: 1

Olympique Marsiglia: 2005
- Coppa Suruga Bank: 1

Kashima Antlers: 2012

### Nazionale
- Coppa d'Asia: 1

2004

### Individuale
- Miglior giocatore della Coppa J. League: 1

2000